# The Mathematical Intelligencer
The Mathematical Intelligencer es una revista matemática publicada por Springer Verlag cuyo objetivo es disertar sobre matemáticas en un tono coloquial y didáctico, alejado del tono técnico y especializado más común entre este tipo de revistas. Fue fundada por los matemáticos Bruce Chandler y Harold Edwards Jr. Empezó a publicarse en 1979.

## Conversaciones matemáticas
El libro Conversaciones Matemáticas, publicado por Springer en 2000, seleccionó veinte artículos desde 1980 a 2000 del Mathematical Intelligencer, y los organizó en siete temas:
1. Entrevistas y Reminiscencias
2. Álgebra y Teoría de Números
3. Análisis
4. Matemática aplicada
5. Arreglos y Patrones
6. Geometría y Topología
7. Historia de las Matemáticas